# Égide Linnig
Égide (Egidius) Linnig, né à Anvers le 25 août 1821 et mort à Sint Willebrord, Brabant-Septentrional aux Pays-Bas le 13 octobre 1860, est un peintre, dessinateur et graveur belge essentiellement connu pour ses marines et, occasionnellement, ses scènes de genre. Il est l'un des premiers graveurs réalistes de Belgique.

## Biographie
Égide Linnig est né à Anvers en 1821. Il est le fils de Pierre Joseph Linnig (né à Aschbach, Rhénanie-Palatinat en Allemagne) et Catherine Joséphine Leys. Son père, ébéniste, s'est fixé à Anvers en 1808. Il a deux frères aînés (Jan Theodoor) Jozef Linnig et Willem Linnig l'Ancien qui sont tous deux devenus peintres et graveurs.

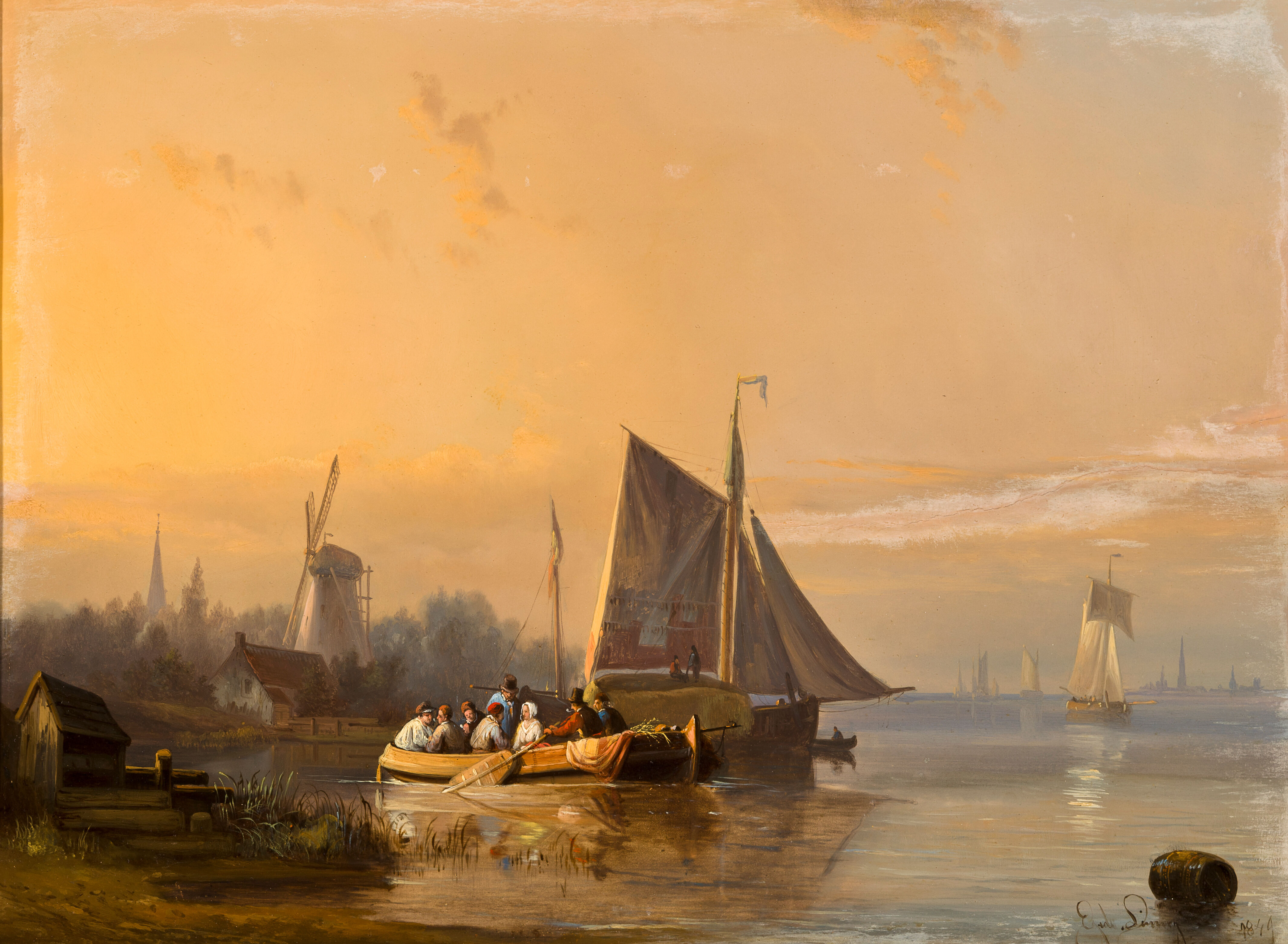
Scène de rivière au crépuscule (1849).

À partir de 1834, Linnig étudie à l'Académie des beaux-arts d'Anvers. Linnig n'est cependant pas satisfait de sa formation par Mathieu-Ignace Van Brée, le directeur de l'Académie, car l'accent est mis sur la peinture d'histoire. Linnig est, dès le début de ses études, davantage attiré par le genre marin. Après la mort de van Bree en 1839, Linnig quitte les cours du jour et se limite à suivre les études du soir. Cela lui permet de suivre l'enseignement dispensé par Jacques Van Gingelen, peintre paysagiste et graveur et Jan Michiel Ruyten, mais surtout de fréquenter le milieu des marins et de passer la plus grande partie de son temps à bord des vaisseaux, afin d'acquérir les techniques liées à la navigation. Les condisciples et contemporains de Linnig au cours de ces années comprennent François Lamorinière, Hendrik Frans Schaefels, Lucas Victor Schaefels, Louis Van Kuyck, Charles Verlat et Henri Adolphe Schaep. Au cours de ses études à l'Académie, Linnig a réalisé de nombreuses œuvres d'après nature, représentant en particulier l'Escaut.
Alors qu'il était encore inscrit à l'Académie, Linnig, qualifié d'« élève de Ruyten », participe au Salon triennal de Bruxelles de 1839 en exposant Une vue prise d'Anvers. L'année suivante, Linnig expose au Salon triennal d'Anvers de 1840 deux peintures marines, Pêche au hareng sur le Dogger Bank et Côte près de Zierikzee. En 1842, Linnig décide de mettre un terme à ses études académiques. À l'été de l'année suivante, il rejoint l'équipage des bateaux de pêche afin d'étudier en détail toutes les manœuvres des navires. Linnig continuera plus tard à faire de petites excursions en mer avec des pêcheurs pour nourrir son inspiration en étudiant les manœuvres techniques de navigation. L'un de ses voyages lui inspire le tableau Le brick « Timor » naufragé au large des côtes anglaises, qu'il expose au Salon triennal de Bruxelles en 1842.
Le 18 avril 1844, Égide Linnig épouse à Anvers Hortense Louise Frédérique Praet (1826-1892). Au cours de cette même année, Linnig et son frère Willem passent quelque temps à La Haye. Au musée Mauritshuis de la ville, il étudie les œuvres de maîtres anciens et contemporains. Linnig écrit plus tard que ce voyage aux Pays-Bas fut décisif pour le développement de sa conception de l'art et que cette nouvelle conception se reflétait dans sa composition Shipwreck on the English coast. Il soumet cette œuvre au Salon triennal de 1845 à Bruxelles. En 1847, Linnig s'embarqua pour la Norvège. En 1848 ou peu avant, il déménage d'Anvers à Sint Willebrord, un village du Brabant-Septentrional, aux Pays-Bas.

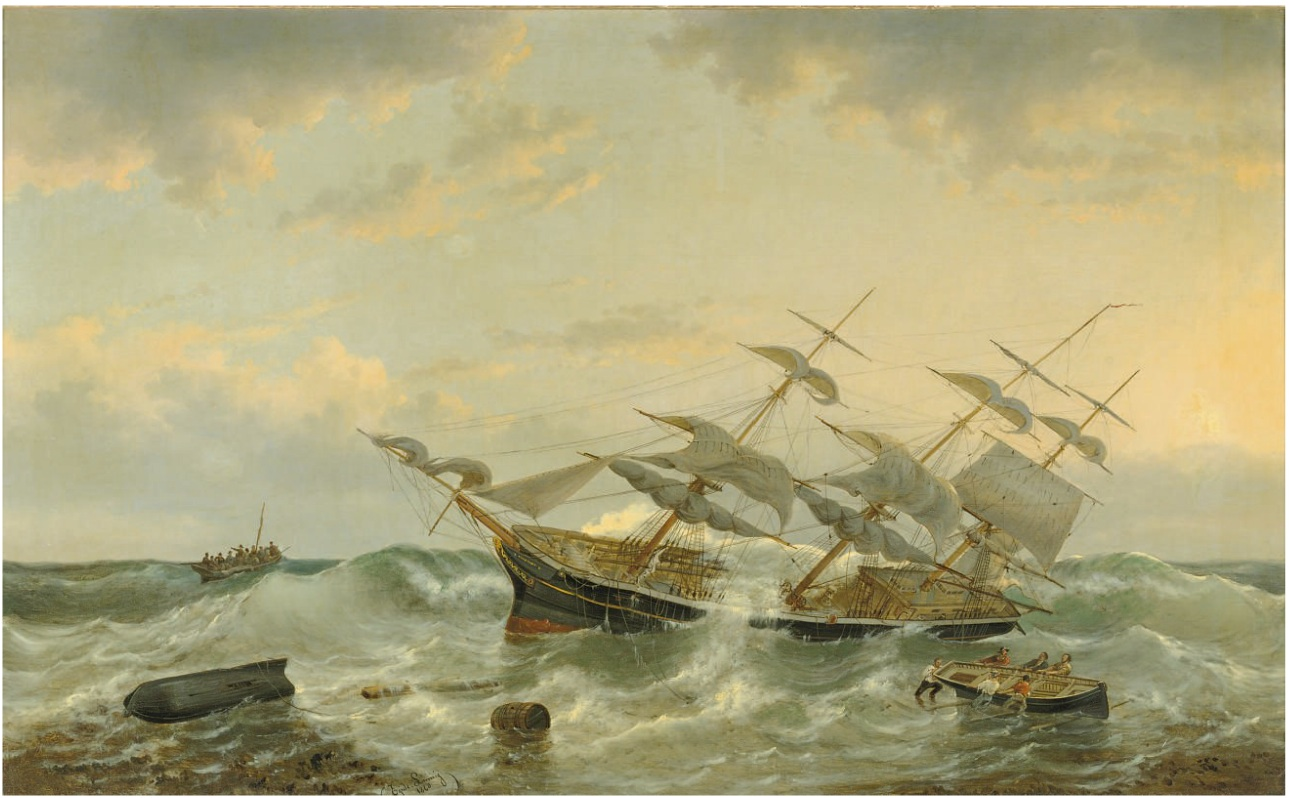
Le trois-mâts Constant au large de la Nouvelle-Guinée (1860).

Linnig présente quatre œuvres au Salon d'Anvers de 1849. Il s'agit de marines ordinaires, ainsi que de représentations de navires. À partir de 1849, Linnig expose régulièrement en Allemagne, notamment à Leizig, où ses marines rencontrent le succès et sont collectionnées par plusieurs musées. À la fin des années 1840 et au début des années 1850, Linnig participe à trois reprises au total à l'« Exposition des maîtres vivants » aux Pays-Bas, proposant les œuvres suivantes : L'épave d'un navire sarde (La Haye, 1847), Storm (Rotterdam, 1848) et L'hivernage de Barends et van Heemskerk sur Nova Zembla. Cette dernière œuvre s'inspire du poème du poète néerlandais Hendrik Tollens sur les catastrophes maritimes du XVIe siècle des navires néerlandais près de Novaya Zemlya (La Haye, 1851). Parmi ses élèves, figure Florent Crabeels.
À partir des années 1850, Linnig produit de nombreuses marines. Il s'agit soit de scènes de genre général, soit de scènes représentant un navire nommé jouant un rôle principal dans l'action. Ces derniers étaient une forme de combinaison entre un portrait de navire et une peinture de marine en général et étaient généralement réalisés à la demande des compagnies maritimes et des capitaines de navires. Un exemple de cette dernière catégorie est Le trois-mâts Constant au large de la Nouvelle-Guinée. Il représente le navire de commerce le « Constant » après avoir couru sur un récif de corail au large des côtes d'une petite île près de la Nouvelle-Guinée le 15 juin 1858. Il montre également comment, après avoir abandonné le navire, l'équipage essaie de se rendre à terre après que les canots de sauvetage ont provoqué une fuite.
Tout au long des années 1850, Linnig continue à faire des soumissions aux Salons d'Anvers et de Bruxelles.
Égilde Linnig meurt à Sint Willebrord, le 16 octobre 1860, des suites d'une pneumonie contractée après avoir raté un saut par-dessus une rivière dans laquelle il est tombé. Bien qu'il ait eu six enfants de son mariage avec Hortense Praet, il ne laisse pas de descendance, car, de ses enfants, cinq sont morts très jeunes et seul son fils Frédéric atteignit à peine l'âge adulte.

## Œuvres

### Peintre de marines

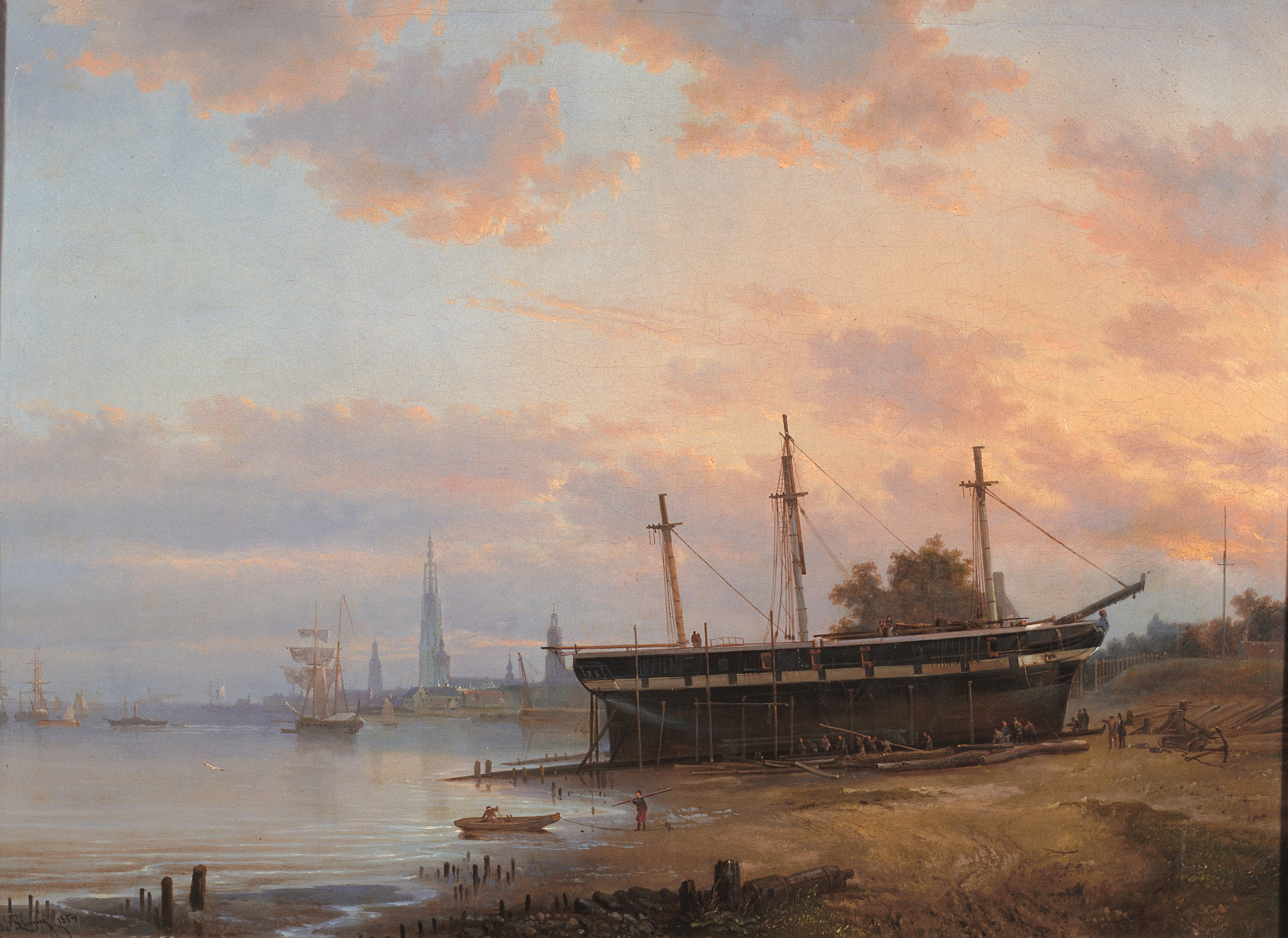
Frégate de la marine marchande belge Macassar (1854).

Le sujet du travail de Linnig est principalement les marines, les portraits de navires et les paysages côtiers. Il a également réalisé quelques scènes de genre. L'Escaut à Anvers jusqu'à son estuaire fut l'une de ses principales sources d'inspiration. Il s'intéressait également à la représentation des villes côtières flamandes, comme en témoignent ses estampes avec des paysages côtiers à Nieuport et Wenduine. Linnig a souvent signé et daté son travail et a parfois dessiné le symbole maçonnique de l'équerre et de la boussole à côté de sa signature car il était franc-maçon.
Linnig est un représentant important du mouvement romantique - réaliste dans la peinture de marine belge. Ce mouvement a connu son apogée entre 1830 et 1860. Linnig est un représentant typique de ce mouvement dans le choix de son sujet, qui couvre les scènes romantiques habituelles telles que les tempêtes, la haute mer et les naufrages. Il marque une préférence particulière pour les « moments extrêmes » de la journée : le lever et le coucher du soleil, le début et la fin de la journée, lorsque les contrastes de couleurs sont les plus intenses et les couleurs saisissantes. D'autres moments extrêmes qu'il traite régulièrement sont des ciels au moment d'un orage menaçant avec des éclairs et des masses nuageuses lourdes qui créent un contraste entre le premier plan ensoleillé et le décor sombre de l'arrière-plan ou vice versa.

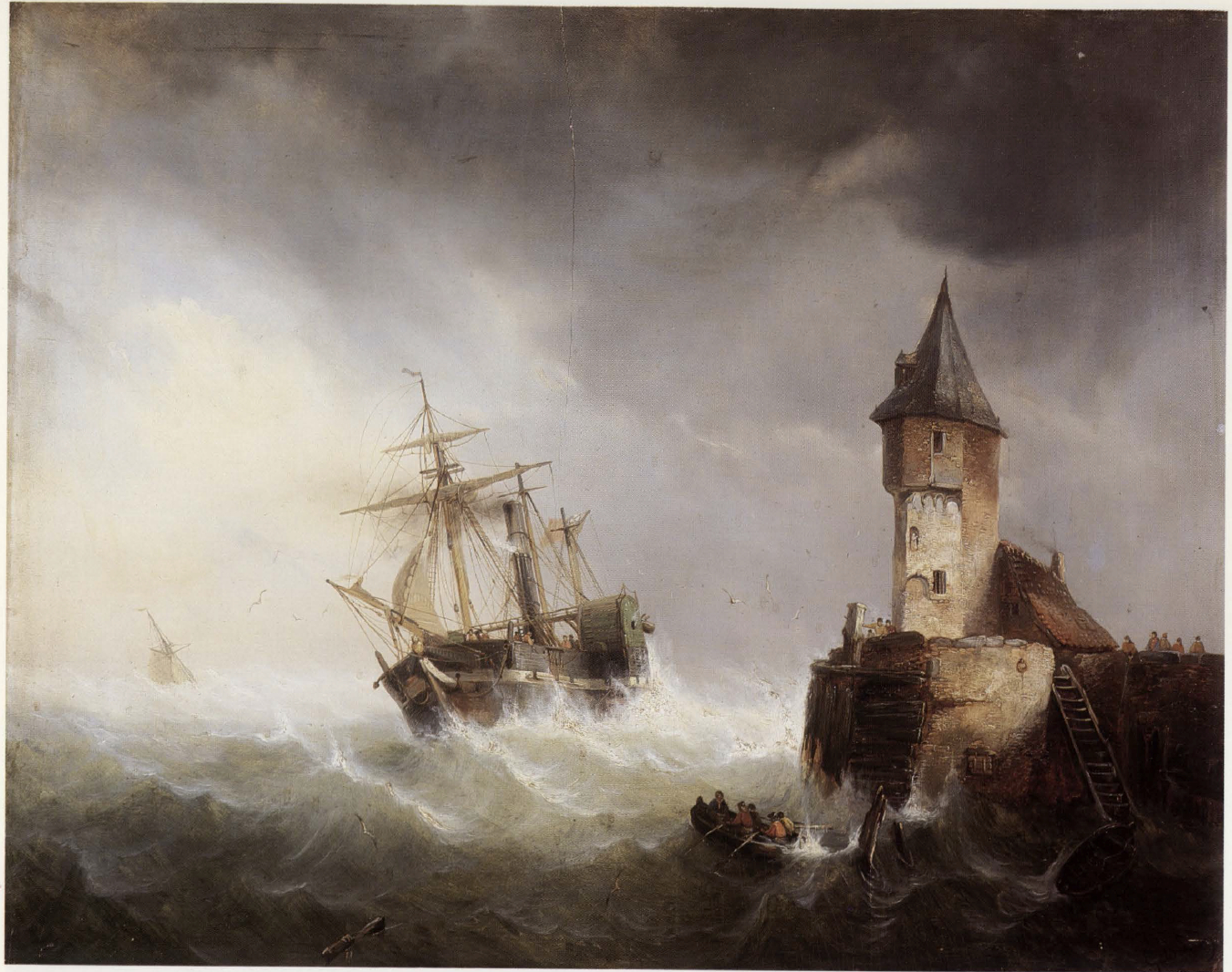
Le Soho entre dans l'estuaire de l'Escaut près de Flushing (1843).

Un exemple marquant de la poursuite romantique des effets de Linnig peut être vu dans son œuvre Le Soho entre dans l'estuaire de l'Escaut près de Flushing, de 1843, conservée au Museum aan de Stroom), qui est peut-être l'une des peintures les plus impressionnantes de son œuvre. Linnig traite le sujet de manière particulièrement originale en mettant en scène le « Soho », un paquebot de la London General Steam & Navigation Company, non pas vu de son côté tribord ou bâbord comme il était d'usage, mais plutôt en vue de face. En conséquence, le bateau à vapeur est montré dans un raccourci extrême et la proue du navire reçoit toute l'attention. Cet angle spécial, combiné à des détails tels que le puissant radar du navire, la mer agitée, le temps orageux et le poste de garde délabré créent une composition énergique et dynamique.

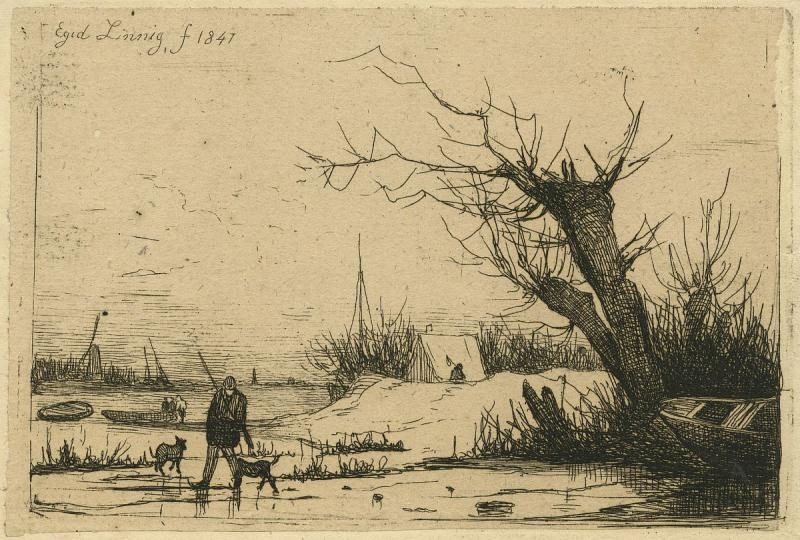
Chasseur sur la glace (1847).

Les peintures marines de Linnig sont toujours bien équilibrées et accordent une attention particulière à l'exactitude topographique. Son œuvre apporte un témoignage important sur l'histoire de la navigation puisqu'il a travaillé durant la période charnière qui a marqué le passage des voiliers aux bateaux à vapeur. Ses œuvres constituent également des documents importants sur les activités de navigation et les quais à Anvers et dans ses environs à l'époque.

### Travail graphique
Linnig a été formé très tôt comme graveur et a été l'un des premiers à pratiquer cet art en tant que genre autonome. Il est considéré comme l'un des premiers graveurs réalistes de Belgique. Ses eaux-fortes, bien que techniquement achevées, conservent un caractère d'exécution libre et rapide. Le sujet de son travail graphique comprenait des marines et des représentations de navires comme dans son œuvre picturale et s'étendait au-delà de cela à des paysages côtiers, des vues topographiques de ports et de scènes de ville ainsi que des scènes de genre avec des personnes telles que des pêcheurs et des femmes occupées sur la plage, dans ports ou sur les marchés. Il a également gravé un autoportrait l'année précédant sa mort, qui montre l'artiste barbu aux joues creusées.

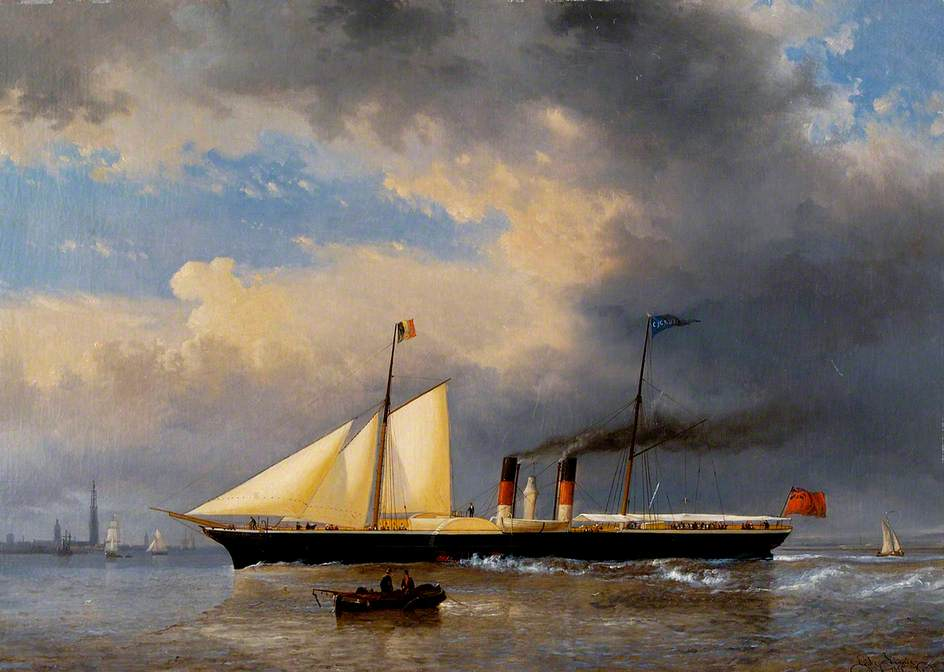
Le bateau à aubes Cygnus (1855).

Les dessins de Linnig ont été utilisés par d'autres graveurs pour la conception de gravures et de lithographies.

### Réception critique
En 1893, le critique d'art Max Rooses écrit :

« Ses marines représentent des navires sous voile en temps calme ou en temps d'orage, des vues de côtes, des portraits de grands vaisseaux. Ses œuvres étaient assez recherchées et, parmi ses clients ordinaires, il comptait les capitaines de navires qui fréquentaient la rade d'Anvers et lui commandaient la représentation de leurs voiliers. Son talent était modeste, mais sa main était habile, et il a eu le mérite d'être le seul peintre anversois de notre époque qui se soit appliqué à un genre qui semblerait devoir être en honneur dans notre principal port de mer, et qui, cependant y est à peu près abandonné. »